# Z̄āker Kandī
Z̄āker Kandī (persiska: ذاكر كندی) är en ort i Iran.   Den ligger i provinsen Östazarbaijan, i den nordvästra delen av landet, 400 km väster om huvudstaden Teheran. Z̄āker Kandī ligger 2 251 meter över havet och antalet invånare är 544.
Terrängen runt Z̄āker Kandī är lite bergig. Runt Z̄āker Kandī är det ganska glesbefolkat, med 22 invånare per kvadratkilometer. Närmaste större samhälle är Davah Tāqī, 16,9 km öster om Z̄āker Kandī. Trakten runt Z̄āker Kandī består i huvudsak av gräsmarker.